# منصور
منصور یک نام کوچک و نام خانوادگی عربی به معنای پیروز است. افراد سرشناس با این نام عبارت‌اند از:

## نام کوچک
- منصور دوانیقی دومین خلیفهٔ عباسی
- منصور (خواننده)، خواننده، آهنگساز و بازیگر ایرانی.

## نام خانوادگی
- علی منصور، (۱۳۵۳–۱۲۶۵)، ملقب به منصورالملک، سیاست‌مرد و دو دوره نخست‌وزیر ایران.
- ابوجعفر عبدالله منصور، دومین خلیفه از خلفای عباسی.
- حسنعلی منصور، (۱۳۰۲–۱۳۴۳) سیاست‌مدار ایرانی و یک دوره نخست‌وزیر ایران.
- اسماعیل منصور، سومین خلیفه از خلفای فاطمی و سیزدهمین امام در مذهب شیعه اسماعیلی است.